# Lancusi
Lancusi è la maggiore frazione del comune di Fisciano, popolata più del capoluogo comunale, in provincia di Salerno.

## Geografia fisica

### Territorio
Il paese sorge nella Valle dell'Irno lungo la SS 88, contiguo al comune di Baronissi. Da Fisciano dista circa 2 km, 4 da Mercato San Severino e 13 da Salerno. Lancusi è territorialmente contigua ad un'altra frazione fiscianese, Bolano, e molto vicina a Penta; nonché contigua alle frazioni Sava ed Orignano di Baronissi.

### Geografia antropica
Lancusi sviluppa il suo centro urbano su due strade principali parallele (via Tenente Nastri e via del Centenario), che sboccano sulla strada regionale ex SS 88 e sono interconnesse tramite alcune strade minori. Via Tenente Nastri è considerata come il centro vero e proprio del paese, mentre la parallela via del Centenario va rapidamente sviluppandosi urbanisticamente. A nord di quest'ultima si trova la località Macchione.

## Storia
Anticamente chiamato Lanciusi, il nome potrebbe derivare dalle attività che svolgevano gli abitanti del luogo, cioè quelle di costruttori di lance, di armi bianche prima e poi da fuoco. Non si hanno notizie certe prima del 1309, anno in cui l'abate di Satignano è nominato rettore della chiesa di San Martino de Lanciusi. Nel 1367 compare per la prima volta il nome di "Casale di Lanciusi".

### La Baronia
Lancusi fu una baronia separata dal Principato dei Sanseverino, un casale molto importante, ma quando, per le note vicende del 1553, la famiglia Sanseverino perde il potere e vengono meno la gloria ed i fasti del passato, anche i feudi, allora, ne restano influenzati. Non fa eccezione nella valle la Baronìa di Lancusi, sorta intorno alla Confraternita per superare agglomerati di corti e casali sparsi, priva però di un vero castello o di una rocca. Battaglie, lotte, alleanze, soprusi, ladrocini, vendette non furono sconosciute, anche se c'è da aggiungere che il successivo periodo aragonese, malgrado le guerre di successione e della congiura baronale, vivrà una maggiore pace interna che si rifletterà anche nella Baronìa di Lancusi.
La baronia sorge attorno alla confraternita, cioè la chiesa di San Giovanni Battista, che è stata la prima chiesa del paese (ove oggi è ubicato l'oratorio parrocchiale); attorno ad essa sorge un nucleo urbano che inizia ad assumere la caratteristica di paese differenziandosi dalla campagna caratterizzata da casali sparsi; la baronia di Lancusi è però priva di un castello e di una rocca che ne assicuri la difesa. Per tutto il Cinquecento, mentre i possedimenti dei Sanseverino passavano un periodo burrascoso ed erano costantemente contesi dal Gonzaga, dai Carafa e dai Caracciolo, il borgo di Lancusi viveva un periodo tranquillo sotto i De Ruggiero. Il feudo dei De Ruggiero nell'aprile del 1515 era passato a Felice, poi a Giovanni ed infine a Geronimo De Ruggiero che si adoperò per la costruzione della nuova chiesa (quella attualmente aperta al culto) dedicata a San Martino di Tours, adiacente a quella di San Giovanni che era e resterà della confraternita.
Camillo Caracciolo, feudatario del luogo dal 1596, il 7 marzo del 1608, acquistò per 11.000 ducati, dal Consigliere Scipione De Curte, il Casale di Lancusi con il palazzo fortificato. Francesco Antonio Clara, per conto degli abitanti di Lancusi, gelosi delle personali prerogative e appassionati sostenitori dei loro interessi, aveva citato il principe Caracciolo e ne aveva chiesto la restituzione delle terre; questi, però, nel 1609, furono costretti a riscattarle, pagando tutto il prezzo richiesto dal principe. Nel XVI secolo iniziò la costruzione del Palazzo Barra o Barbuti o Carpentieri (come dimostra la sua architettura); il palazzo già esisteva nel 1608 quando il principe Camillo Caracciolo acquistò il feudo di Lancusi con il palazzo fortificato che è senz'altro il palazzo Barra. Questo edificio gentilizio sotto i Caracciolo conoscerà un periodo di fasti e di ricchezza, e il 14 settembre del 1741 vi nascerà Giovanni Caracciolo, il papà del principe Caracciolo di Avellino, feudatario anche di Lancusi. Nel Palazzo Barra vi dimoreranno, secondo fonti certe, Francesco Marino II Caracciolo (il nonno di Giovanni) e successivamente Diana Caracciolo di Avellino. Il Palazzo Siniscalchi è stato costruito alla fine del Settecento, sulla direttrice provinciale che dall'epitaffio di Bivio Penta porta a Penta, laddove, nello stesso periodo, sorsero mirabili costruzioni gentilizie.

### La Reale Manifattura dei Piastrinari

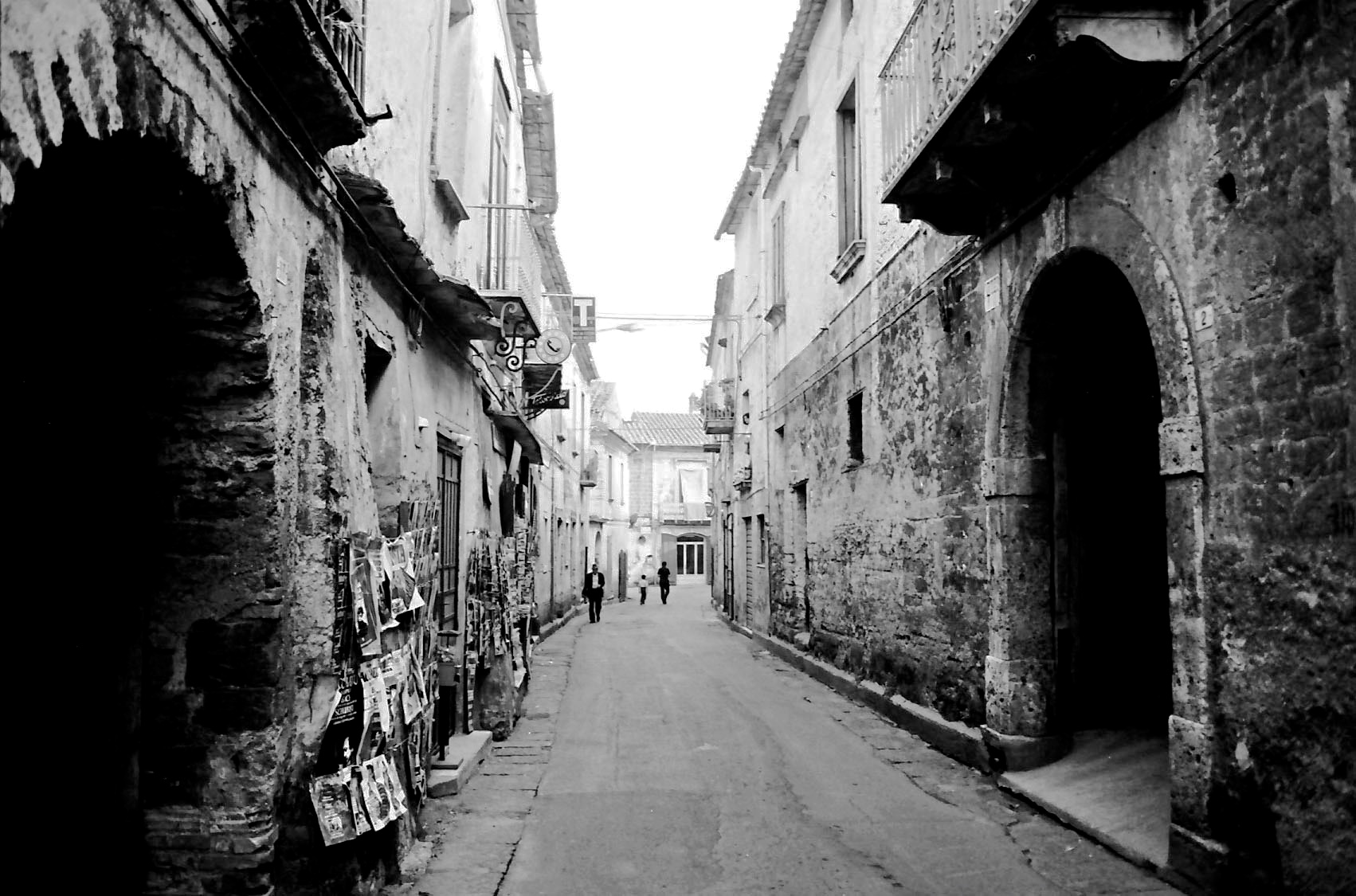
In Via Magg. G. Pecoraro, settembre 1980

Nel 1763 nel Palazzo Barra venne installata la Reale Manifattura dei Piastrinari. Lancusi diventò un importante centro per la produzione delle armi e vi furono grandi maestri artigiani che raggiunsero una tecnica invidiabile in questo settore. La Reale Manifattura dei Piastrinari, retta da un amministratore militare del reparto dell'artiglieria (in seguito alla nascita della Fabbrica della Torre dell'Annunziata), fabbricava il famoso acciarino “alla michelatta”, un particolare meccanismo a molla che accendeva la carica di lancio.
Nel 1816 Lancusi fabbricava cento acciarini finiti ogni settimana e la fabbrica era presidiata da un distaccamento militare giorno e notte. Nel 1840 la fabbrica cessa di produrre armi e il palazzo Barra nel 1853 venne ridimensionato: infatti ne fu abbattuta un'ala (se ne vedono ancora oggi i ruderi) e, successivamente, con il frazionamento della proprietà il palazzo, sorto come dimora gentilizia, fu fittato alla gente del posto; l'incuria dei proprietari e degli inquilini portò ad una radicale trasformazione del palazzo con il suo declino.

### La Società Agricola Operaia
La società fu riconosciuta come personalità giuridica dal tribunale di Salerno nel 1887 e il suo statuto fu redatto dal magistrato Michele Pennasilico. Raccolse centinaia di iscritti, sia lavoratori delle botteghe artigiane, sia del mondo agricolo.
Furono istituite anche scuole serali per il miglioramento della vita della classe operaia. Assicurava ai soci in caso di malattia assistenza medica, un sussidio, medicine e un lavoro in caso di disoccupazione. Nel 1925, con l'avvento del fascismo, la società finisce la sua attività.

### Il terremoto del 1980
Il tragico terremoto del 1980 colpì profondamente Lancusi con 16 morti e con gravi danni agli edifici, compreso il palazzo Barra e la chiesa di San Martino.

### Le maggiori calamità rintracciabili nella storia di Lancusi
1456 - 5 dicembre, un fortissimo terremoto;

1556 - la peste che ha mietuto tantissime vittime (la fame ebbe il suo enorme peso);

1685 e 1687 - terremoti;

1688 - terremoto con epicentro in Benevento;

1694 - terremoto con effetti gravissimi a Lancusi;

1764 - "anno della penuria, colmo di miserie ed afflizioni". Fu anno di fame e carestia. I morti non si contarono;

1773 - l'11 novembre, alluvione;

1779 - una grave siccità;

1781 - nevicate e freddo intensissimi; "gelò l'acqua nelle stanze";

1806 - terremoto;

1857 - terremoto con epicentro nella Val d'Agri e nel Vallo di Diano;

1884 - l'anno del colera;

1919 - la febbre spagnola;

1930 - terremoto;

1968 - alluvione;

1980 - 23 novembre: terremoto con epicentro l'Alta Irpinia, 6° scala Richter, 12 morti e centinaia di senzatetto.

### La festa di San Giovanni Battista
Per sapere le informazioni sulla festa del Battista a Lancusi, consultare la voce:Giovanni Battista.

## Monumenti e luoghi d'interesse

### Architetture religiose

#### Chiesa di San Martino de Tours
La Chiesa di San Martino de Tours, di cui si hanno le prime notizie nel 1309, dedicata al culto di San Giovanni Battista, è situata in Piazza Regina Margherita a Lancusi.

### Architetture civili

#### Palazzo Barra
Situato in piazza Regina Margherita a Lancusi, fu la sede della prima pistola automatica brevettata da Venditti nel 1800.

## Società

### Evoluzione demografica
Lancusi ha fatto registrare, nell'ultimo decennio, un cospicuo incremento demografico. Ciò lo si deve principalmente per via della vicinanza con l'Università a Fisciano, nonché con i collegamenti con la SS 88 ed l'autostrada A2.
Tale incremento ha portato Lancusi a divenire, dopo San Pietro (Scafati) e Capaccio Scalo (Capaccio), la terza frazione comunale più popolosa della provincia di Salerno.

### Religione
La maggioranza della popolazione è di religione cristiana di rito cattolico; la frazione appartiene all'Arcidiocesi di Salerno-Campagna-Acerno.
L'unica parrocchia a Lancusi è:
- San Martino e Quirico, piazza Regina Margherita

#### Feste religiose
- Festa di san Giovanni Battista (ultima domenica di giugno)

### Tradizione

#### Eventi culturali
- Festa della Musica
- Lancusi e i Caracciolo

## Cultura

### Istruzione

#### Scuole
A Lancusi si trova l'istituto comprensivo "Alfonso De Caro".

## Economia
Lancusi è sede del credito cooperativo di Fisciano.

## Infrastrutture e trasporti
Il paese conta uno svincolo autostradale sull’Autostrada A2 del Mediterraneo ed ospita la stazione ferroviaria di Fisciano, sulla linea Salerno–Mercato San Severino.
Il paese è servito da numerose corse di autobus, anche per via della vicinanza con il plesso universitario.

### Ferrovie
La stazione di Fisciano, è situata nella frazione Lancusi. Raggiungibile con mezzi pubblici (autobus), è dislocata a ridosso della strada statale 88 dei Due Principati. Fa parte della linea ferroviaria Salerno-Mercato San Severino.